# 乌川站
乌川站是位于内蒙古自治区牙克石市乌川村的一个铁路车站，邮政编码22176。车站建于1901年，有滨洲铁路经过该站，现不办理客货运业务，车站及其上下行区间均未电气化。车站距离哈尔滨站614公里，隶属哈尔滨铁路局，是五等站。